# Dva
Dva je drugi broj u skupu prirodnih brojeva {\displaystyle \mathbb {N} } i prvi je prosti broj. Nalazi se iza broja jedan (1), a ispred broja tri (3). Označava se brojkom 2.
Stari Grci su smatrali broj dva prvim brojem, za razliku od broja jedan koji nije predstavljao mnoštvo. Broj dva je i prvi parni broj, a parnim brojevima se nazivaju oni koji su djeljivi s brojem dva.

## Broj dva u drugim jezicima
| Jezik       | Naziv |
| ----------- | ----- |
| engleski    | two   |
| njemački    | zwei  |
| nizozemski  | twee  |
| norveški    | to    |
| danski      | to    |
| švedski     | två   |
| portugalski | dois  |
| španjolski  | dos   |
| francuski   | deux  |
| talijanski  | due   |
| rumunjski   | doi   |
| albanski    | dy    |
| litavski    | dù    |
| latvijski   | divi  |
| poljski     | dwa   |
| češki       | dva   |
| slovački    | dva   |
| slovenski   | dva   |
| finski      | kaksi |